# 蕭友梅
蕭 友梅（しょう ゆうばい、XIAO You-mei, 1884年1月7日 - 1940年12月31日）は、広東省出身の中国の作曲家、音楽教育家。字は思鶴、または雪明。

## 生涯
幼時にマカオで西洋音楽に触れる。1899年、広州の時敏学堂に入学。1901年、日本に留学して教育学・ピアノ・声楽を専攻した。1906年に中国同盟会に加盟。1910年、帰国後に清朝の帰国留学生卒業試験を受け、文科挙人の称号を得た。その後ほどなくしてドイツに留学し、ライプツィヒ大学とライプツィヒ音楽院で学び、1916年に哲学博士の学位を得た。博士学位論文は『17世紀以前の中国管弦楽団の歴史研究』であった。1916年10月にはベルリン大学哲学科で引き続き研鑽を積んだ。
1920年、中華民国教育部の編集審査員に選任され、翌年には北京大学音楽研究会の講師となった。1922年には彼の建議により音楽研究会は「北京大学付属音楽伝習所」に改組され、教務主任の任にあたった。1927年には蔡元培の支持のもと、中国で最初の音楽専門の高等教育機関である国立音楽院を上海に設立した。1929年9月には、国立音楽院を「国立音楽専科学校」(現上海音楽学院)に改組し、校長に就任してその死まで在職した。学校では「旧楽研革課程」(中国古代音楽史)を設け、自ら教材を作成している。1940年に肺病のため上海にて死去。

## 作品および著作
その生涯のうちに、『今楽初集』、『新今楽初集』など100曲以上の歌曲を作っている。また、ピアノ曲、管弦楽曲、弦楽四重奏曲、合唱曲なども作っている。『風琴教科書(オルガン教科書)』(1924年)、『鋼琴教科書(ピアノ教科書)』(1925年)、『小提琴教科書(ヴァイオリン教科書)』(1927年)、『和声学』(1927年)、『普通楽学(一般音楽学)』(1928年)など多くの教材を編んでいる。そしてこのほかに50編以上の音楽に関する論文を発表している。

## 関連資料
- 「蕭友梅による「公開演奏会」の実践とその意義 : 1920年代の北京を中心に」[2]